# Ewald Palmetshofer
Ewald Palmetshofer (* 15. August 1978 in Linz) ist ein österreichischer Dramatiker.

## Leben
Palmetshofer wuchs in dörflicher Umgebung in Mönchdorf im Mühlviertel auf. In Wien studierte er zunächst Theaterwissenschaft und Germanistik und wechselte dann zu Theologie und Lehramt Philosophie und Psychologie. In der Saison 2007/08 wurde er von Andreas Beck als Hausautor ans Schauspielhaus Wien geholt und arbeitete dort als Gastdramaturg.
Er wurde in der Kritikerumfrage von Theater heute zum Nachwuchsautor 2008 gewählt. Seine Stücke hamlet ist tot. keine schwerkraft 2008, faust hat hunger und verschluckt sich an einer grete 2010, die unverheiratete 2014 und Die Verlorenen 2020 wurden zu den Mülheimer Theatertagen eingeladen. Die Burgtheaterinszenierung von die unverheiratete wurde ebenfalls zum Theatertreffen Berlin eingeladen.
2008 erhielt er den Dramatikerpreis des Kulturkreises der deutschen Wirtschaft. Ebenfalls 2008 wurde er für den Nestroy-Theaterpreis in der Kategorie Bester Nachwuchs für das Hamlet-Stück nominiert. Im Jahr 2015 erhielt er den Mülheimer Dramatikerpreis für die unverheiratete. 2018 wurde er mit dem Else-Lasker-Schüler-Dramatikerpreis und 2019 mit dem Gert-Jonke-Preis ausgezeichnet.
Seine Stücke wurden uraufgeführt am Wiener Burgtheater, im Schauspielhaus Wien, in der Berliner Schaubühne am Lehniner Platz, im Theater an der Ruhr und am Theater Basel. Ab der Spielzeit 2015/16 wirkte Ewald Palmetshofer als Dramaturg am Theater Basel, seit der Spielzeit 2019/20 arbeitet er als Dramaturg am Residenztheater München.

## Werke
- helden, 2005
- sauschneidn. ein mütterspiel, 2005, Retzhofer Dramapreis für junges Drama
- wohnen. unter glas, 2006, Autoren-Werkstatt-Tage 06 am Wiener Burgtheater
- Übersetzung Ştefan Peca, Rumänien 21, Innovationspreis des Heidelberger Stückemarktes 2007
- hamlet ist tot. keine schwerkraft, 2007
- Das Ende kommt schon noch, 2008
- faust hat hunger und verschluckt sich an einer grete, 2009
- tier. man wird doch bitte unterschicht, UA: 11. September 2010, Staatsschauspiel Dresden
- Körpergewicht. 17%, 2009.
- <räuber. schuldengenital>, UA: 20. Dezember 2012, Akademietheater (Wien), Regie: Stephan Kimmig
- die unverheiratete, UA: 14. Dezember 2014, Akademietheater (Wien), Regie: Robert Borgmann
- Edward II. Die Liebe bin ich nach Christopher Marlowe, Wiener Festwochen 2015
- Vor Sonnenaufgang nach Gerhart Hauptmann, Theater Basel, 26. November 2017.
- Die Verlorenen, UA: 19. Oktober 2019, Residenztheater München, Regie: Nora Schlocker
- Sankt Falstaff, frei nach William Shakespeare's King Henry IV, Uraufführung: 22. Januar 2025 im Residenztheater München, Regie: Alexander Eisenach

## Auszeichnungen
- 2005 Retzhofer Literaturpreis für junges Drama für sauschneidn.
- 2007 Einladung zum hotINK International Play Reading Festival (presented by Tisch School of the Arts at NYU), New York, mit: helden.
- 2008 Nachwuchsautor 2008 in der Kritikerumfrage von Theater heute.
- 2008 Dramatikerpreis des Kulturkreises der deutschen Wirtschaft.[4]
- 2008 Nominierung für den Nestroy-Theaterpreis in der Kategorie Bester Nachwuchs (für hamlet ist tot. keine schwerkraft).
- 2008 Einladung zu den Mülheimer Theatertagen mit: hamlet ist tot. keine schwerkraft.
- 2008 International Residency of Playwrights am Royal Court Theatre London.
- 2010 Einladung zu den Mülheimer Theatertagen mit: faust hat hunger und verschluckt sich an einer grete.
- 2012 Mitglied der Stückemarkt-Jury 2012 beim Berliner Theatertreffen.[5]
- 2015 Einladung zu den Mülheimer Theatertagen mit: die unverheiratete.
- 2015 Mülheimer Dramatikerpreis für die unverheiratete.[6]
- 2015 Einladung zum Berliner Theatertreffen mit die unverheiratete.[7]
- 2018 Einladung zu den Mülheimer Theatertagen mit: Vor Sonnenaufgang.
- 2018 Else-Lasker-Schüler-Dramatikerpreis.
- 2019 Gert-Jonke-Preis[8].
- 2020 Einladung zu den Mülheimer Theatertagen mit: Die Verlorenen.
- 2020 Stück des Jahres 2020 („Die Verlorenen“) in der Kritikerumfrage von Theater heute.
- 2022 9. Saarbrücker Poetikdozentur für Dramatik